# Volkswagen Pointer
Volkswagen Pointer — хетчбек, що продавався компанією Autolatina в Аргентині, Бразилії та Уругваї з 1994 по 1996 рік. Pointer був доступний як п'ятидверний хетчбек, а дводверна версія седан під назвою Volkswagen Logus продавалася з 1993 по 1996 роки.

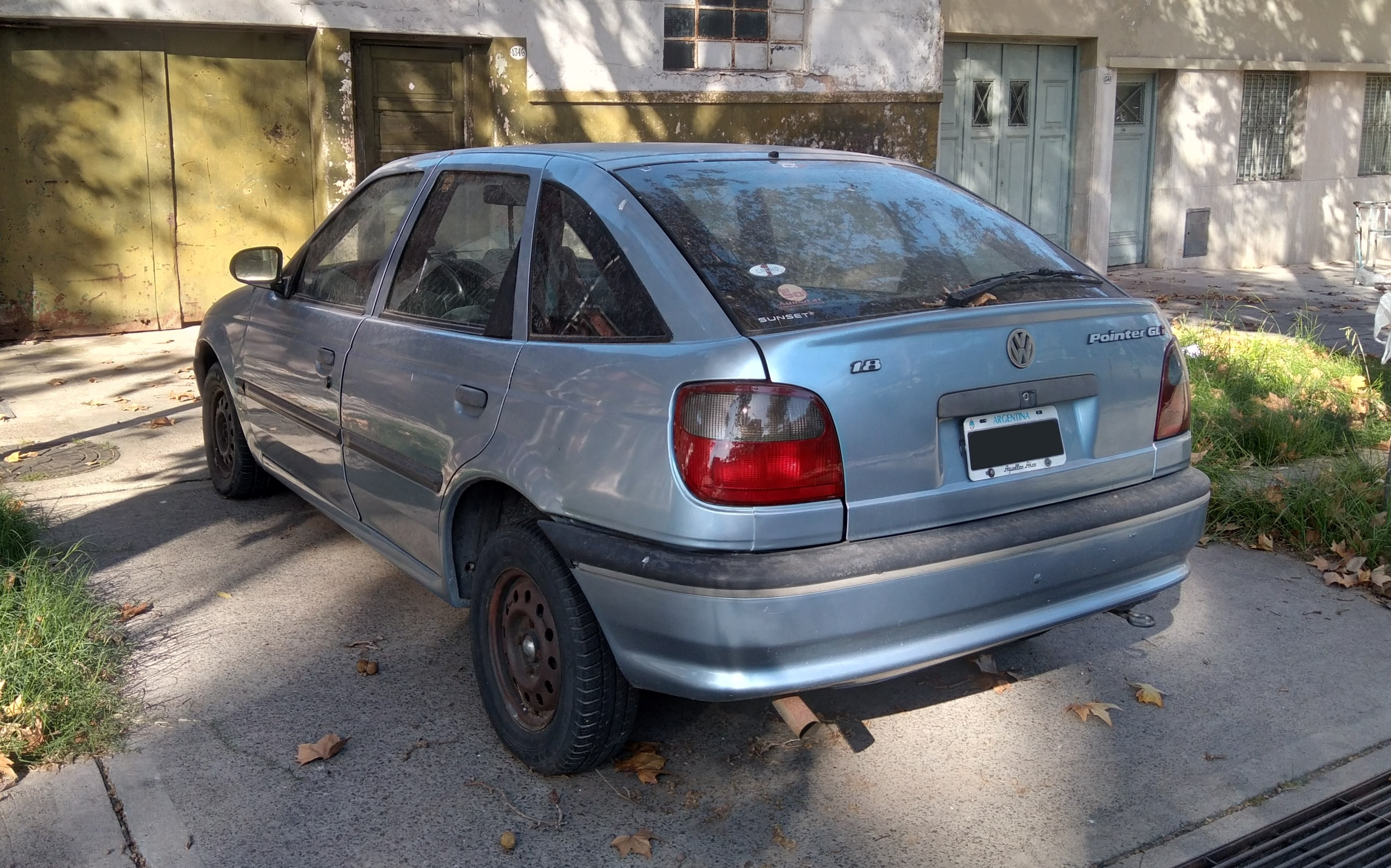
Вид ззаду

Він базувався на європейській версії Ford Escort, що є результатом спільного підприємства Volkswagen Group AutoLatina з Ford Motor Company, яке також перейменувало Volkswagen Santana на Ford Versailles. Попри те, що між Pointer і Escort були відмінності в листовому металі, стилістичні риси все одно були помітно такими, як у Ford, а не у Volkswagen.
Назва залишилася у використанні після того, як модель на базі Escort була знята з виробництва, оскільки бразильський Volkswagen Gol продавався як Volkswagen Pointer у Мексиці, а також у Росії, Україні та Єгипті.
П'ятидверний хетчбек Volkswagen Pointer був розроблений на тій же платформі Ford Escort MkV, що і Volkswagen Logus, представлений у жовтні 1993 року. Пропонувався в чотирьох версіях: CLI 1.8, GLI 1.8, GLI 2.0 і GTI 2.0.

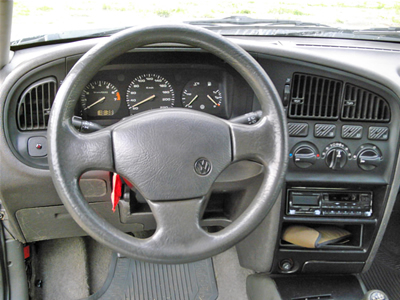
Інтер'єр

Остання випущена модель Pointer, хетчбек GTI, була відправлена до заводського музею Volkswagen у Вольфсбурзі, Німеччина.

## Основні моменти
- 1994 Digital Multipoint Injection Ford EEC-IV на GTI покращив продуктивність, рівень шуму та споживання палива.
- 1995 пропонує варіант кольорових бамперів.
- 1996 GTI мав нові колеса та оббивку салону.
- 1996 рік був останнім роком виробництва через розпад партнерства Autolatina